# Електронско пословање
Електронско пословање јесте вођење послова на Интернету, што не подразумева само куповину и продају, већ организацију пословања фирме у мрежном окружењу, организовање пословне комуникације према клијентима и бригу о клијентима.
Израз електронско пословање је први пут употребљен од стране америчке компаније IBM да би се означило пословање уз значајну примену савремене, електронске технологије. До тада се овај израз односио на пословање у сектору електронике. Под електронским пословањем подразумевамо обављање пословних процеса уз примену електронске технологије. Електронска технологија подразумева комбиновану употребу информационих технологија и телекомуникација. Ова врста технологије омогућава слање великог броја информација, на велике даљине у кратком временском периоду. То омогућава предузећу, које у свом пословању користи електронску технологију, да оствари значајне уштеде у трошковима пословања, ефикасније обавља своје задатке и, самим тим, буде конкурентније на тржишту.
Данас е-пословање остварује експанзиван раст. У досадашњем периоду е-пословање је доживело посебну експанзију у малопродаји, издаваштву и у финансијским услугама. Генерално посматрано, предност електронског у односу на традиционално пословање су везане за повећање квалитета, агилности, за додатне услуге са једне стране, и за снижење продајних цена, смањење времена изласка на тржиште, односно реализовање трансакција са друге стране. Такође се интензивира заједнички наступ на електронском тржишту везан за развој електронских партнерства.

## Традиционално и електронско пословање
Традиционално пословање засновано је на коришћењу структурираних папирних докумената у претходно дефинисаној и општеприхваћеној комуникацији између учесника у процесу пословања.
Електронско пословање представља размену стандардизованих електронских порука у обављању разних послова у компанијама, банкама, управи, активностима грађана и у свим другим пословним трансакцијама.

## Дефинисање електронског пословања
Електронско пословање (енгл. Electronic Business) или E-пословање јесте вођење послова на Интернету, што не подразумева само куповину и продају, него и бригу о клијентима и пословним партнерима, као и организација пословања у сопственој фирми онлајн и организација према клијентима. 
- удруживању предузећа (интеграција)
- процесу сарадње (колаборација)
- глобалном мрежном повезивању коришћењем Интернета као медија

Међу најважнијим процесима е-пословања се истичу:
- прикупљање података и информација
- маркетинг (4П – маркетинг микс): промоција, подршка купцима, увођење новог производа,...

- онлајн продаја (производа и услуга)
- комуникација

## Точак електронског пословања
Познавање употребе електронског пословања подразумева познавање пословних процеса електронског пословања. Концептуални модел Точак електронског пословања (енгл. eBusiness Wheel) описује најбитније процесе електронског пословања.
Састоји се из седам делова који окружују клијента као полазну основу свих савремених пословних процеса. Основни циљ савремених пословних концепција јесте задовољење потреба клијената и формирање таквог пословног окружења у фирми у којем ће сви пословни процеси бити у функцији клијентових потреба, а да се као резултат квалитетних односа с клијентима појави профит.
Точак електронског пословања се састоји из два главна дела: стратегије електронског пословања и примене електронског пословања (оперативни процеси). Стратегијама електронског пословања дефинишу се сви пословни процеси који имају за крајњи циљ задовољство клијената и профит фирме. Међутим, да би се остварио циљ електронског пословања, потребно је креирати и водити оперативне процесе који у основи чине електронско пословање.

## Развој и облици електронског пословања
Електронско пословање се појавило почетком 80-их година прошлог века, али је убрзан развој доживело последњих година, пре свега захваљујући Интернету.
Електронско пословање подразумева обављање пословних процеса уз примену електронске технологије. Ова врста технологије омогућава слање великог броја информација на велике даљине у кратком временском периоду. То својство електронске технологије омогућава компанијама које у свом пословању користе ову врсту технологије да остваре значајне уштеде у трошковима пословања, ефикасније обаве своје задатке и буду конкурентније на тржишту.
Електронско пословање има врло широко подручје утицаја и примене, па би основни облици били:
- е-трговина (енгл. }-) - представља пословну комуникацију и пренос добара и услуга (куповина и продаја)
- е-банкарство - представља пословање на релацији банка-клијент
- е-управа - представља електронско пословање у управи или администрацији (државе, предузећа, итд.)[3]

## Електронска трговина
Електронска трговина (енгл. Electronic Commerce) или Е-трговина (енгл. e-Commerce) представља пословну комуникацију и пренос добара и услуга (куповина и продаја), преко мреже и рачунара, као и пренос капитала, кориштењем дигиталне комуникације. Укључује и остале пословне функције предузећа, као што су маркетинг, финансије, производња, продаја и административна функција, које су неопходне у процесу трговине.
Оваквим начином дефинисања смо избегли честу грешку која подразумева поистовјећење електронске трговине са електронским пословањем. Е-трговина је ипак само мањи подскуп е-пословања, заједно са областима као што су електронско банкарство, мобилно пословање, виртуелне организације, електронске берзе, електронско пословање у јавној управи, итд.
- нису потребне скупе некретнине нити аранжирање излога
- неопходно је минимално продајно особље
- постоји могућност да се продаје купцима на било којем географском подручју
- омогућена је тренутна комуникација
- презентује се интерактивни мултимедијални каталог који може да пружи онолико информација колико купац жели (без скупих класичних каталога и поштанских трошкова)
- веома брзо се може вршити прилагођавање за промене у продајним ценама и нивоу залиха
- велика је могућност адаптације захтевима купаца

С друге стране јављају се и одређени проблеми у продаји преко Интернета:
- многи потенцијални купци још увек не користе Интернет
- многи немају брзе везе
- куповина преко Интернета захтева велику дозу поверења (са обе стране)
- угрожена приватност: лична (проактивни маркетинг, cookies), финансијска (злоупотреба картица)
- проблем стварног постојања продавца на Интернету
- безбедност обављања трансакције

Неопходно је навести и сет основних ствари које сајбер трговце чине успешним:
- попусти
- супер селекција: богата понуда
- посебне услуге: подсећање на важне датуме, постпродајне услуге, ...

- комфор: из фотеље, нон-стоп, месецима унапред
- брза испорука
- забава: видео игре, шале
- концепт додатне вредности (енгл. added value)

Поред тога, можемо рећи да је куповина и продаја информација, производа и услуга путем рачунарске мреже и подршка за било коју врсту пословних трансакција путем дигиталне инфраструктуре - дигитално омогућене комерцијалне трансакције између организација, организација и појединаца (енгл. B2C), појединаца, организација и владиних агенција(енгл. B2G), владиних агенција(енгл. G2G) итд.

### 
Интерорганизациони информациони систем у којем компанија управља трансакцијама унутар њеног сопственог вредносног ланца или са другим компанијама и организацијама. B2B (енгл. Business-to-business) се понекад назива B2E (енгл. business-to-employee) када је фокусиран на управљање активностима унутар организације.
Учесници у овом типу е-трговине су организације и пословни системи. Почетак B2B пословања везује се за појаву првих EDI (енгл. electronic data interchange) система. Елиминишу се бројни недостаци комуникације класичним средствима (губљење докумената, оштећење у преносу, грешке у прекуцавању текста итд.).
Представља најважнији облик е-трговине, трансакцијама на овом тржишту остварује се између 80-85% укупних прихода од е-трговине на Интернету.
Продавци су организације, а купци су појединци (енгл. Business-to-consumer). Углавном се односи на малопродајне трансакције између компанија и индивидуалних потрошача. Један од успешних примера је Amazon.com, основан 1994. године, који представља типичан пример компаније која се бави овим пословањем. Његов невероватан успон - 20 милиона корисника у више од 160 земаља је купило 2000. године робу у вредности од 2,8 милијарди $.
Овај пословни модел ослања се на способност Интернета да преноси огромну количину информација брзо и ефикасно. Представља најјаснији аспект е-трговине из корисничке перспективе.
Потрошачи директно продају робу или нуде услуге другим потрошачима (енгл. Consumer-to-consumer). Најпознатији пример је веб-сајт eBay.com. Неки аукцијски сајтови нуде могућност C-C електронске трговине тј. омогућавају корисницима да понуде робу на on-line аукцијама. Овај облик трансакција подразумева учешће и треће стране у трговини. Трећа страна може бити неки аукцијски сајт: eBay, Gnutella, Monsters, Owners.com итд.
Посебан облик C-C трансакција представљају трансакције у енгл. peer-to-peer комуникацији без посредника. (торент програми)

## Предности електронског пословања
Електронско пословање има следеће предности:
- смањење трошкова пословања и то превасходно везане за израду папирних докумената,
- смањење грешака, поготову где је тачност информација од значаја,
- уштеда времена, посебно у преносу информација,
- смањење обима људског рада,
- приступачност и разменљивост информација.[4]